# Käringmyren Järvnäsberget
Käringmyren Järvnäsberget este o arie protejată (arie specială de conservare — SAC, sit de importanță comunitară — SCI) din Suedia întinsă pe o suprafață de 21,4 ha, integral pe uscat.

## Localizare
Centrul sitului Käringmyren Järvnäsberget este situat la coordonatele 64°12′59″N 15°43′47″E / 64.2164°N 15.7296°E.

## Înființare
Situl Käringmyren Järvnäsberget a fost declarat sit de importanță comunitară în aprilie 2004 pentru a proteja 3 specii de plante. Situl a fost protejat și ca arie specială de conservare în martie 2011.

## Biodiversitate
Situată în ecoregiunea boreală, aria protejată conține 3 habitate naturale: Mlaștini turboase de tranziție și turbării mișcătoare, Mlaștini alcaline, Taiga vestică.
La baza desemnării sitului se află mai multe specii protejate de  plante (3): Calamagrostis chalybaea, Calypso bulbosa, papucul doamnei (Cypripedium calceolus).